# Игарка (река)
Игарка — река в Самарской области России. Устье реки находится в 227 км по правому берегу реки Сок. Длина реки составляет 22 км, площадь водосбора 169 км².
В 7,8 км от устья по правому берегу впадает река Багряшка.

## Данные водного реестра
По данным государственного водного реестра России относится к Нижневолжскому бассейновому округу, водохозяйственный участок реки — Сок от истока и до устья. Речной бассейн реки — Волга от верховий Куйбышевского водохранилища до впадения в Каспий.
Код объекта в государственном водном реестре — 11010000612112100005716.